# II Comando del Distrito Aéreo
El II Comando del Distrito Aéreo (Luftkreis-Kommando II) fue una unidad de la Luftwaffe durante la Segunda Guerra Mundial.

## Historia
Fue formado el 1 de abril de 1934 en Berlín, subordinado por la R.L.M.. Usadas sobre designación de la II Oficina General Aérea hasta el 31 de marzo de 1935. El 12 de octubre de 1937 es renombrado 2° Comando del Distrito Aéreo, y el 4 de febrero de 1938 se une con el 3° Comando del Distrito Aéreo del 1° Comando del Grupo de la Fuerza Aérea.

## Comandante
- General de Vuelo Leonhard Kaupisch – (1 de abril de 1934 – 4 de febrero de 1938)

### Jefes de Estado Mayor
- Teniente coronel Franz Müller-Michels – (1 de abril de 1934 – 1 de octubre de 1937)
- Teniente coronel Walter Schwabedissen – (1 de octubre de 1937 – 4 de febrero de 1938)

## Orde de Batalla

### Controladas las siguientes unidades
- II Comandante Superior Aéreo en Berlín – (1 de abril de 1935 – 12 de octubre de 1937)
- 2° Comandante Superior Aéreo en Berlín – (12 de octubre de 1937 – 4 de febrero de 1938)
- II Comandante Superior de Artillería Antiaérea del Distrito Aéreo en Berlín – (1 de octubre de 1935 – 12 de octubre de 1937)
- 2° Comandante Superior Antiaéreo en Berlín – (12 de octubre de 1937 – 4 de febrero de 1938)
- 2° Comando Administrativo Aéreo en Stettin – (1 de octubre de 1937 – 12 de octubre de 1937)
- 4° Comando Administrativo Aéreo en Berlín – (1 de abril de 1936 – 12 de octubre de 1937)
- II Comando Administrativo Aéreo en Stettin – (12 de octubre de 1937 – 4 de febrero de 1938)
- IV Comando Administrativo Aéreo en Berlín – (12 de octubre de 1937 – 4 de febrero de 1938)
- II Comando de Escuela de Vuelo y Batallón de Reemplazo
- 2° Grupo Aére de Mantención
- 12° Regimiento Aéreo de Comunicaciones en Berlín – (1 de octubre de 1935 – 4 de febrero de 1938)